# Amt Walternienburg
Das Amt Walternienburg war eine als Exklave zwischen dem Herzogtum Magdeburg (später: dem Königreich Preußen) und dem Fürstentum Anhalt gelegene territoriale Verwaltungseinheit der seit 1497 reichsunmittelbaren Grafschaft Barby. Nach der Teilung der Grafschaft Barby im Jahr 1659 fiel es als Lehen an das Fürstentum Anhalt-Zerbst.
Das Amt stand unter Lehnshoheit des Kurfürstentums Sachsen und war dem Kurkreis angegliedert.
Bis zur Abtretung an Preußen 1815 bildete es als sächsisches Amt den räumlichen Bezugspunkt für die Einforderung landesherrlicher Abgaben und Frondienste, für Polizei, Rechtsprechung und Heeresfolge.

## Geographische Ausdehnung
Das kleine Amt Walternienburg lag als Exklave des Kurkreises zwischen der Grafschaft Barby im Westen, einer Exklave des zum Kurkreis gehörenden Amts Gommern im Osten und dem Fürstentum Anhalt im Süden und Norden (Exklave des Fürstentums). Das Amtsgebiet lag westlich von Zerbst/Anhalt und östlich von Barby am Ostufer der Elbe. Zum Amt gehörten vier Exklaven. Das Gebiet wurde von der Nuthe (Elbe) durchflossen.
Das Amtsgebiet liegt heute im Zentrum des Landes Sachsen-Anhalt.

## Angrenzende Verwaltungseinheiten
Die Angaben beziehen sich auf die Herrschaft nach der Teilung der Grafschaft Barby im Jahr 1659.
|                                                                 | Fürstentum Anhalt (Exklave Gödnitz)         | Herzogtum Magdeburg (später: Königreich Preußen) |
| Grafschaft Barby                                                | Kompassrose, die auf Nachbargemeinden zeigt | Amt Gommern (Exklave)                            |
| Amt Rosenburg (Herzogtum Magdeburg, später: Königreich Preußen) |                                             | Fürstentum Anhalt                                |

## Geschichte
Der Ort Walternienburg wurde erstmals 973 urkundlich erwähnt. Im 10. Jahrhundert kamen Ort und Burg Walternienburg als kaiserliche Schenkung an das Stift Quedlinburg. Dessen Äbtissin belehnte die Grafen von Arnstein damit. 1359 tauchte erstmals der Namenszusatz „Walter-“ auf, der möglicherweise auf den Grafen Walter II. von Arnstein-Barby zurückgeht.
Ab 1356 waren die askanischen Herzöge von Sachsen Lehnsherren von Barby und Walternienburg, welche 1359 von der Äbtissin von Quedlinburg förmlich belehnt wurden. Der letzte askanische Kurfürst von Sachsen Albrecht III. hatte zwar die Lehen von Barby und Walternienburg auf seine askanischen Verwandten des Hauses Anhalt übertragen, aber trotzdem gingen sie durch kaiserliche Belehnung auf die Wettiner über, welche 1423 nach Aussterben der askanischen Kurfürsten neue Herrscher des Kurfürstentums Sachsen wurden. Die Herrschaft Barby wurde vom späteren Kaiser Maximilian im Jahr 1497 zur reichsunmittelbare Grafschaft erhoben.
Die Anwartschaft auf die Grafschaft nach dem Aussterben der Grafen von Barby im Mannesstamm, welche Kurfürst Friedrich II. 1435 den Fürsten von Anhalt gegeben hatte, wurde 1652 von Kurfürst Johann Georg I. auf das Amt Walternienburg beschränkt.
Nach dem Tod des letzten Grafen von Barby 1659 fiel das Amt Walternienburg jedoch an Kursachsen zurück und wurde durch Johann Georg I. von Sachsen an seinen Sohn August von Sachsen-Weißenfels übereignet, der den Fürsten von Anhalt-Zerbst damit belieh. Nach Aussterben der Weißenfelser Seitenlinie der Wettiner fiel die Lehnshoheit im Jahr 1746 zurück an das Kurfürstentum Sachsen.
Als das Erlöschen der Zerbster Linie voraussehbar war, wendeten sich die drei anderen anhaltischen Linien Bernburg, Dessau und Köthen 1791 an den Kurfürsten von Sachsen mit dem Gesuch um Wiederverleihung dieses Lehens. In einem Vertrag vom 15. Juni 1796 einigten sich die beteiligten Parteien, nach welchem der Kurfürst das Amt Walternienburg mit Zubehör den Fürsten von Anhalt als Mannlehngut übergab. Bei der Zerbster Landesteilung wurde das Amt der Dessauer Linie übertragen und für dessen Verwaltung und Ausübung der Jurisdiktion ein fürstliches Gericht mit einem bestellten Gerichtshalter und ihm unterstellten Personal eingerichtet.
Nach Beendigung der napoleonischen Fremdherrschaft wurden in Folge der Niederlage des mit Napoléon verbündeten Königreichs Sachsen auf dem Wiener Kongress im Jahr 1815 Gebietsabtretungen an das Königreich Preußen beschlossen. Dies betraf u. a. den gesamten Kurkreis mit seinen Ämtern. Die kursächsischen Lehnsrechte auf das Amt Walternienburg wurden an Preußen abgetreten. Walternienburg wurde als Amt des Fürstentums Anhalt in die preußische Provinz Sachsen integriert und dem Landkreis Jerichow I angegliedert.

## Verwaltung des Amts durch das Fürstentum Anhalt-Zerbst
Das Lehen wurde in ähnlicher Weise wie die übrigen Anhalt-Zerbster Ämter Zerbst, Roßlau, Coswig, Lindau, Dornburg und Mühlingen verwaltet. Den Ämtern stand ein Amtmann vor, der wirtschaftlich-polizeiliche, jurisdiktionelle und finanzielle Funktionen hatte. Er führte u. a. die Personalaufsicht, verwaltete Einnahmen und Ausgaben, hatte für Grenzregulierungen in den Feldmarken und Wegebesserungen zu sorgen und beaufsichtigte Forsten und Fischereien. Er war für die Wahrung der öffentlichen Sicherheit zuständig.
Der Amtmann wirkte als Untersuchungsrichter in erster Instanz, der gleichzeitig gerichtliche Vollziehungsgewalt sowie das Recht zur Urteilsverkündung besaß. Er hatte die landesherrlichen Befehle in Rechtsstreitigkeiten zu vollstrecken, die Gerichtsstrafen zu erheben und die freiwillige Gerichtsbarkeit auszuüben. Ebenfalls war er für die Regelung der Vormundschaftsangelegenheiten zuständig.
Zur Unterstützung seiner Tätigkeit wurden ihm Unterbeamte zugeordnet: Schösser, Amtsschreiber, Meier (auch Hofmeister oder Hausvogt) und Holzförster.
In den fürstlichen Dörfern war ihm als landesherrlicher Vertreter der Richter unterstellt.

## Zugehörige Orte
Städte
- Walternienburg

Dörfer
- Flötz
- Göbel (Exklave)
- Großlübs (Exklave)
- Kämeritz

Anderer Besitz
- Poley-Mühle
- Trebnitz (Vorwerk; Exklave)
- Tochheim (Zollhaus)